# James Cook
James Cook [džêjms kúk], angleški raziskovalec, morjeplovec in kartograf, * 7. november 1728 (27. oktober po Julijanskem koledarju), Marton, grofija Severni Yorkshire, Anglija, † 14. februar 1779, Havaji.
James Cook se je rodil kot drugi od osmih otrok očetu Jamesu Cooku, škotskemu kmečkemu delavcu iz Ednama ina materi Grace Pace iz kraja Thornaby-on-Tees. Leta 1736 se je z družino preselil na farmo Airey Holme v Great Ayton, kjer mu je očetov delodajalec, Thomas Skottowe, plačal šolnino v lokalni šoli. Leta 1741 je začel pomagati očetu, ki je postal upravnik farme.
Že v najstniških letih se je začel zanimati za pomorstvo, se naučil kartografije in se pri trinajstih letih zaposlil na ladjah premogaricah. Leta 1755 je postal član vojne mornarice. Udeležil se je več pomorskih bitk, nato pa je med sedemletno vojno služil v kraljevi vojni mornarici in kartiral kanadske obale, kar je zbudilo pozornost Kraljeve družbe.
Njegove velike raziskovalne dosežke lahko pripisujemo odličnemu obvladovanju spretnosti plovbe, izjemnim kartografskim in geodetskim sposobnostim, pogumu pri raziskovanju nevarnih področij, vodstvenim sposobnostim in drznosti, ki mu ni branila posegati preko zahtev Admiralitete. Leta 1768 ga je britanska Admiraliteta imenovala za poveljnika posebne odprave, ki naj bi odplula na Tahiti opazovat prehod Venere preko Sonca.

## Prvo potovanje (1768-1771)
Na tem potovanju je Cook obplul svet z ladjo HMS Endeavour (Trud). Kraljeva družba ga je poslala na področje Tihega oceana, da bi opazoval prehod Venere prek Sonca. V ta namen je na Tahitiju postavil opazovalnico. Nato je odplul v južni del oceana, kjer je iskal celino Terro Australis. Postal je drugi Evropejec (prvi je bil Abel Tasman), ki je dosegel Novo Zelandijo. Odkril je, da jo sestavljata dva otoka in opravil kartiranje celotne obale.
Zatem se je ustavil v Avstraliji. Pristal je v zalivu Botany Bay na vzhodni obali celine. Odkril je Veliki koralni greben ter potrdil, da Nova Gvineja ni del avstralske celine, temveč ju ločuje Torresov preliv, ki ga je prav tako preplul kot drugi Evropejec. Na tem potovanju je kot prvi kartografiral vzhodno obalo Avstralije. Po povratku v Anglijo so ga povzdignili za poveljnika flote.

## Drugo potovanje (1772-1775)
Kraljeva družba je Cooka ponovno poslala na iskanje Terre Australis, saj so dokazi o njenem obstoju, zbrani na prvem potovanju, še neprepričljivi. Tokrat je odplul z dvema ladjama, HMS Resolution (Odločnost) in HMS Adventure (Dogodivščina). Cook je obkrožil Zemljo na zelo visoki zemljepisni širini in 17. januarja 1773 postal prvi Evropejec, ki je prekoračil južni tečajnik. Dosegel je zemljepisno širino 71°10' in na potovanju odkril Južno Georgio, Južne Sandwicheve otoke in Novo Kaledonijo, skoraj pa bi prišel tudi do antarktičnega kopna, vendar se je prej obrnil nazaj proti Tahitiju.
Med povratkom se je ustavil na Tongi, Velikonočnem otoku ter Vanuatuju. Vrnitev je pomenila konec mita o Terri Australis. Na tej odpravi so tudi uspešno preskusili kronometer urarja Johna Harrisona, ki je omogočil natančno ugotavljanje zemljepisne dolžine.

## Tretje potovanje (1776-1779)
Angleški parlament je v tistem času razpisal nagrado v višini 20.000 funtov šterlingov tistemu, ki bi odkril morsko povezavo med Evropo in Azijo mimo najsevernejšega dela Severne Amerike. Izziv je leta 1776 sprejel James Cook.
Na svoje zadnje potovanje je Cook odplul iz Plymoutha 12. julija 1776 z ladjama HMS Resolution in HMS Discovery (Odkritje). Odkril naj bi Severozahodni prehod, tako, da bi vanj vplul skozi Beringov preliv. Leta 1778 je postal prvi Evropejec, ki je obiskal Havaje. Poimenoval jih je Sandwichevo otočje po 4. grofu Sandwichškemu, ki je bil tedaj minister za mornarico. Nato je raziskoval zahodno obalo Severne Amerike, posebej kartiral kalifornijsko obalo. Priplul je vse do Beringovega preliva, ki se je kljub številnim poskusom vplutja izkazal za neprehodnega. Cook je na tem potovanju postajal vedno bolj razočaran, verjetno pa je trpel tudi za boleznijo želodca, kar je verjetno pripeljalo k nerazumnemu obnašanju do posadke.
Cook se je leta 1779 vrnil na Havaje. 14. februarja so domačini v zalivu Kealakakua ukradli enega majhnih ladijskih čolnov. Cook ni ravnal, kot je bilo v Tihem oceanu običajno v takih primerih: namesto, da bi si izbral nekaj domačinov za talce in jih zadržal, dokler mu ne bi vrnili ukradenega, je vzrojil in se sprl z gručo domačinov na obali. V spopadu, ki je sledil, so Angleži streljali na Havajce, ti pa so Cooka pretepli in zabodli do smrti.
Ladji sta se po še enem neuspešnem poskusu prehoda skozi Beringov preliv leta 1780 vrnili domov.

## Priznanja
Za svoje znanstvene dosežke je Cook leta 1776 prejel Copleyjevo medaljo Kraljeve družbe iz Londona. Leta 1874 so na kraju, kjer je Cook umrl postavili skromen spomenik.
Številne ustanove in kraji, ki se danes imenujejo po njem, odražajo pomembnost njegovih prispevkov h geografiji. Med njimi so Cookovi otoki, Cookov preliv, Aoraki/Mount Cook (najvišji vrh Nove Zelandije) in Cookov krater na Luni. Posvečeni so mu tudi številni spomeniki v rodni Veliki Britaniji in na različnih oceanskih otokih. Njegova potovanja so opisana v osmih knjigah, od katerih jih je nekaj izšlo še za časa njegovega življenja, nekaj pa jih je izšlo kmalu po njegovi smrti. Cook osebno ni zapustil veliko pisanega gradiva. Ohranilo se je le nekaj ladijskih dnevnikov, ki jih je pisal kot vodja ekspedicij.
Cook je slovel kot dober poveljnik in zanesljiv vodja odprav. Na njegovih ladjah skoraj ni bilo primera skorbuta, ki je bil v tistem času med posadkami zaradi slabe prehrane izjemno pogosta bolezen. Pri poveljevanju naj tudi ne bi izvajal fizičnih kazni nad mornarji, kar je bilo v tistem času v navadi. Kaznoval naj bi le tiste mornarje, ki so se med izkrcanji izživljali nad domorodci.